# Echinorhynchus zanclorhynchi
Echinorhynchus zanclorhynchi är en hakmaskart som beskrevs av Johnston och George Newton Best 1937. Echinorhynchus zanclorhynchi ingår i släktet Echinorhynchus och familjen Echinorhynchidae. Inga underarter finns listade i Catalogue of Life.